# Olivier Martinez

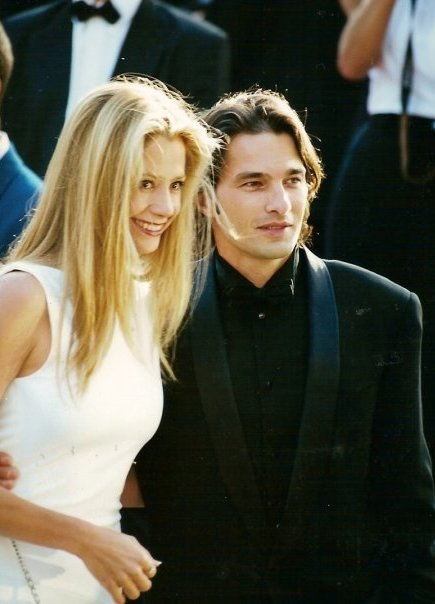
Olivier Martinez mit Mira Sorvino bei den Filmfestspielen von Cannes 2000

Olivier Martinez (* 12. Januar 1966 in Paris) ist ein französischer Filmschauspieler.

## Leben
Martinez’ Vater ist spanischer Herkunft. Dessen Vater war ein spanischer Profiboxer, der in Marokko geboren wurde. Seine Mutter, eine Französin, war Sekretärin. Martinez lernte am Conservatoire national supérieur d'art dramatique (CNSAD) das Schauspielhandwerk. 
Seine Karriere als Schauspieler begann 1990 in Frankreich, wo er schnell sehr erfolgreich wurde. 1994 gewann er den César als bester Nachwuchsschauspieler für seine Rolle in Un, deux, trois, soleil (1993). International bekannt wurde er in einer Hauptrolle neben Diane Lane in Untreu (2002). Seine deutsche Stimme in diesem Film ist der Schauspieler Frédéric Vonhof. Seitdem war er in der TV-Verfilmung Mrs. Stone und ihr römischer Frühling (2003) sowie in den Actionfilmen S.W.A.T. – Die Spezialeinheit (2003) und Taking Lives (2004) zu sehen.
Martinez lebte drei Jahre mit der französischen Schauspielerin Juliette Binoche zusammen. Er war mehrere Jahre mit der australischen Popsängerin Kylie Minogue liiert. Beide gaben am 3. Februar 2007 die Trennung bekannt. Er heiratete am 13. Juli 2013 Halle Berry, die er 2010 bei den Dreharbeiten zum Film Dark Tide kennengelernt hatte.
Am 5. Oktober 2013 kam ihr gemeinsamer Sohn zur Welt. Im Oktober 2015 gaben Berry und Martinez ihre Scheidung bekannt.

## Filmografie
- 1990: Plein fer
- 1990: Kommissar Navarro (Navarro; Fernsehserie, 1 Folge)
- 1992: IP5 – Insel der Dickhäuter (IP 5 – L’île aux pachydermes)
- 1992: Les paroles invisibles
- 1993: Un, deux, trois, soleil
- 1995: Der Husar auf dem Dach (Le hussard sur le toit)
- 1996: Mein Mann – Für deine Liebe mach’ ich alles (Mon homme)
- 1997: Das Zimmermädchen der Titanic (La femme de chambre du Titanic)
- 1999: La ciudad de los prodigios
- 2000: La taule
- 2000: Toreros
- 2000: Bevor es Nacht wird (Before Night Falls)
- 2000: Bullfighter – Irgendwo in Mexiko (Bullfighter)
- 2000: Nosotras
- 2002: Semana Santa – Die Bruderschaft des Todes (Semana Santa)
- 2002: Untreu (Unfaithful)
- 2003: S.W.A.T. – Die Spezialeinheit (S.W.A.T.)
- 2003: Mrs. Stone und ihr römischer Frühling (The Roman Spring of Mrs. Stone)
- 2004: Taking Lives – Für Dein Leben würde er töten (Taking Lives)
- 2007: Blood and Chocolate
- 2010: Knight and Day
- 2011: Dark Tide
- 2013: Der Medicus
- 2014: Revenge (Fernsehserie, 3 Episoden)
- 2015: Texas Rising
- 2016: The Godmother
- 2016: Mars (Fernsehserie)
- 2018: Paulus, der Apostel Christi (Paul, Apostle of Christ)
- 2020: Mosquito State